# Ипапоранга
Ипапоранга (порт. Ipaporanga)  —  муниципалитет в Бразилии, входит в штат Сеара. Составная часть мезорегиона Сертойнс-Сеаренсис. Входит в экономико-статистический  микрорегион Сертан-ди-Кратеус. Население составляет 11 541 человек на 2006 год. Занимает площадь 701,990 км². Плотность населения — 16,4 чел./км².

## Статистика
- Валовой внутренний продукт на 2003 составляет 21.037.713,00 реалов (данные: Бразильский институт географии и статистики).
- Валовой внутренний продукт на душу населения на 2003 составляет 1.844,44 реалов (данные: Бразильский институт географии и статистики).
- Индекс развития человеческого потенциала на 2000 составляет 0,609 (данные: Программа развития ООН).